# Ruggesteinen i Sokndal

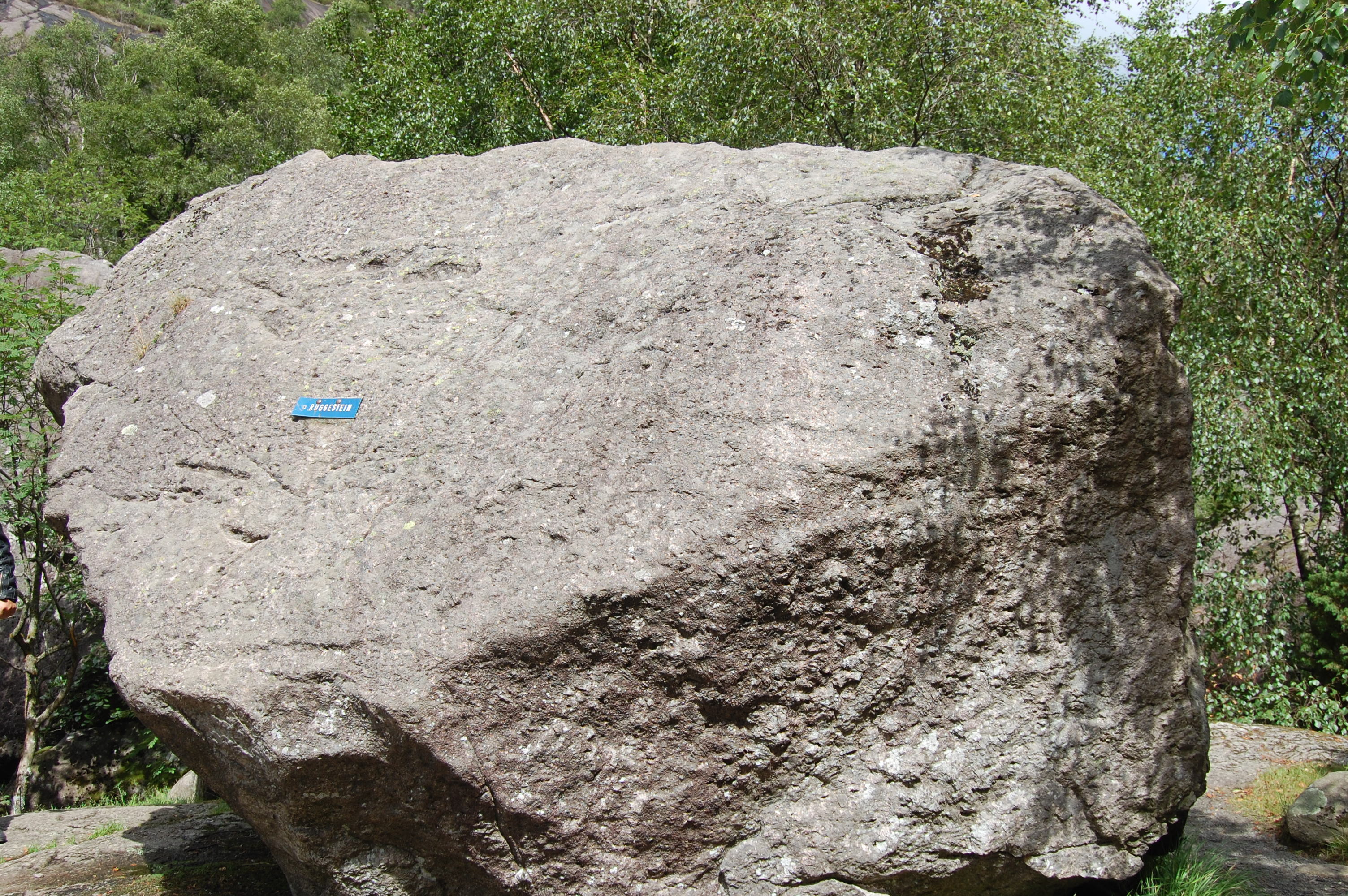
Ruggesteinen i Sokndal

Ruggesteinen i Sokndal är ett flyttblock i Åmodt i Sokndal kommune i Rogaland fylke i Norge. Stenen uppskattas till ungefär 74 ton och är en runkesten, som vilar nästan helt på sin balanspunkt och går att rubba av en människa.

## Beskrivning
Ruggesteinen i Sokndal anses lokalt vara det största rörliga flyttblocket i Norge. I grannkommunen Flekkefjord ifrågasätts om inte rekordet i stället innehas av Odresteinen på ön Hidra.
Ruggesteinen i Sokndal ligger längs vägen upp till Blåfjellgruvorna. Den möjligen näst största "ruggesteinen" i Norge, förutom Ruggesteinen i Sokndal och den på Hidra, finns på Justneshalvön i Kristiansand. Den blev ett geologiskt naturminne 1923 som det första geologiska naturminnet i Norge.